# Tractament del dolor
El tractament del dolor és un aspecte de la medicina i l'atenció sanitària que implica l'alleujament del dolor (alleujament del dolor, analgèsia, control del dolor) en diverses dimensions, des de l'agut i senzill fins al crònic i desafiant. La majoria dels metges i altres professionals de la salut proporcionen un cert control del dolor en el curs normal de la seva pràctica, i per als casos de dolor més complexos, també demanen ajuda addicional d'una especialitat mèdica específica dedicada al dolor, que s'anomena algologia (del grec άλγος, algos, "dolor") o medicina del dolor (amb professionals, els algòlegs, sovint també amb l'especialitat d'anestesiologia i vinculats a les unitats del dolor).
El tractament del dolor sovint utilitza un enfocament multidisciplinari per alleujar el patiment i millorar la qualitat de vida de qualsevol persona que pateix dolor, ja sigui dolor agut o dolor crònic. L'alleujament del dolor en general (analgèsia) és sovint un problema agut, mentre que el tractament del dolor crònic sol ser més complex.
Un equip multidisciplinari típic de tractament del dolor pot incloure: metges, farmacèutics clínics, psicòlegs clínics, fisioterapeutes, terapeutes ocupacionals, infermeres i dentistes. L'equip també pot incloure altres especialistes en salut mental i massatgistes. De vegades, el dolor es resol ràpidament una vegada que el trauma o la patologia subjacent s'ha curat, i és tractat per un metge, amb fàrmacs com analgèsics (analgèsics) i ocasionalment també ansiolítics.
El tractament antidolor es fa a base de mitjans farmacològics (entre els quals es troben els analgèsics opioides, antidepressius i els anticonvulsionants) com també els no farmacològics (com l'exercici físic i l'aplicació de fred i calor). A més de procediments de mínima invasió que es realitzen en sala d'operacions, sota fluroscòpia. Implica puncions profundes d'alta precisió anatòmica, per dipositar diversos fàrmacs (lítics, fenol, alcohol absolut, etc.).

## Enfocament físic

### Fisioteràpia i rehabilitació
La fisioteràpia i la rehabilitació utilitzen una sèrie de tècniques físiques com la calor i l'electroteràpia, així com exercicis terapèutics i teràpia conductual. Aquestes tècniques solen formar part d'un programa interdisciplinari o multidisciplinari que també podria incloure medicaments.

### Intervencions d'exercici
Les intervencions d'activitat física, com el tai-txi, el ioga i Pilates, afavoreixen l'harmonia de la ment i el cos mitjançant la consciència corporal total. Aquestes pràctiques incorporen tècniques de respiració, meditació i una gran varietat de moviments, alhora que entrenen el cos perquè funcionalment augmenti la força, la flexibilitat i l'amplitud dels moviments. L'activitat física i l'exercici poden millorar el dolor crònic, i la qualitat de vida en general, alhora que es minimitza la necessitat de medicaments per al dolor. Més concretament, caminar ha estat eficaç per millorar el dolor lumbar crònic.

### Estimulació elèctrica transcutània
L'estimulació elèctrica transcutània (TENS) és un dispositiu portàtil autooperat per ajudar a regular i controlar el dolor crònic mitjançant impulsos elèctrics. En un estudi, es va explorar l'eficàcia de la TENS en relació al maneig del dolor de l'esclerosi múltiple (EM), col·locant elèctrodes sobre la columna lumbar i on els participants van rebre tractament dues vegades al dia i en qualsevol moment en què van experimentar un episodi dolorós. Aquest estudi, limitat, va trobar que la TENS seria beneficiosa per als pacients amb EM en símptomes localitzats o limitats a una extremitat.
S'ha trobat que és ineficaç per al mal d'esquena. Tanmateix, pot ajudar amb la neuropatia diabètica així com amb altres malalties.

### Acupuntura
L'acupuntura implica la inserció i manipulació d'agulles en punts específics del cos per alleujar el dolor o amb finalitats terapèutiques. Una anàlisi dels 13 estudis de màxima qualitat sobre el tractament del dolor amb acupuntura, publicat el gener de 2009 al British Medical Journal, no va poder quantificar la diferència en l'efecte sobre el dolor de la cirurgia real amb i sense acupuntura. Una revisió sistemàtica el 2019 va informar que la teràpia d'injecció d'acupuntura era un tractament eficaç per als pacients amb dolor lumbar crònic inespecífic i s'utilitza àmpliament als països del sud-est asiàtic.

### Fototeràpia
La investigació no ha trobat proves que la teràpia amb llum com la teràpia amb làser de baix nivell sigui una teràpia eficaç per alleujar el mal d'esquena.

### Teràpia sonora
L'audioanalgèsia i la musicoteràpia són tots dos exemples d'ús d'estímuls auditius per tractar el dolor o altres angoixes. En general, es consideren (1) no son suficients quan s'utilitzen soles, però (2) també són útils com a altres formes de tractaments adjuvants.

### Intervencions
Els procediments de radiologia intervencionista per al control del dolor, que s'utilitzen normalment per al dolor d'esquena crònic, inclouen injecció epidural de glucocorticoides, injecció de facetes articulars, cordotomia, estimulador de la medul·la espinal i implants de sistemes de lliurament intratecal de fàrmacs.
La radiofreqüència pulsada, la neuromodulació, la introducció directa de medicaments i l'ablació nerviosa es poden utilitzar en les estructures de teixits i els òrgans/sistemes responsables de la nocicepció persistent o en els nociceptors de les estructures implicades com a font de dolor crònic. S'ha vist que el tractament amb radiofreqüència millora el dolor en pacients per dolor lumbar facetari. Tanmateix, la radiofreqüència contínua és més eficaç per controlar el dolor que la radiofreqüència polsada.
La bomba intratecal s'utilitza per administrar quantitats molt petites de medicaments directament al líquid espinal. Això és similar a les infusions epidurals utilitzades en el part i en el postoperatori. Les principals diferències són que és molt més comú que el fàrmac s'introdueixi al líquid cefalorraquidi (intratecal) en lloc de per via epidural, i la bomba es pot implantar completament sota la pell.
L'estimulador de la medul·la espinal és un dispositiu mèdic implantable que crea impulsos elèctrics i els aplica prop de la superfície dorsal de la medul·la espinal proporcionant una sensació de parestèsia ("formigueig") que altera la percepció del dolor per part del pacient.

### Ozonoteràpia intraarticular
S'ha vist que l'ozonoteràpia intraarticular alleuja eficaçment el dolor crònic en pacients amb artrosi de genoll.

## Enfocament psicològic

### Teràpia cognitivoconductual
La teràpia cognitivoconductual (TCC) ajuda els pacients amb dolor a comprendre la relació entre el seu dolor, els pensaments, les emocions i els comportaments. Un objectiu principal del tractament és la reestructuració cognitiva (pensar, raonar o recordar) per fomentar patrons de pensament útils. Això s'orientarà a activitats saludables com l'exercici regular i el ritme. Els canvis d'estil de vida també s'entrenen per millorar els patrons de son i per desenvolupar millors habilitats per afrontar el dolor i altres factors estressants mitjançant diverses tècniques (per exemple, relaxació, respiració diafragmàtica i, fins i tot, la bioretroalimentació).

#### Teràpia d'acceptació i compromís
La teràpia d'acceptació i compromís (TAC) és una forma de teràpia cognitivoconductual que se centra en el canvi de comportament més que en el canvi dels símptomes, inclou mètodes dissenyats per alterar el context al voltant de les experiències psicològiques en lloc d'alterar la composició de les experiències, i emfatitza l'ús de les experiències vivencials. mètodes de canvi de conducta. El procés central en la TAC gira al voltant de la flexibilitat psicològica, que al seu torn inclou processos d'acceptació, consciència, una qualitat orientada al present en la interacció amb les experiències, la capacitat de persistir o canviar el comportament i la capacitat de guiar-se pels propis valors. La TAC té una base d'evidència més gran per a una varietat de problemes de salut i de comportament, inclòs el dolor crònic. La TAC influeix en els pacients perquè adopten un procés en tàndem d'acceptació i canvi, que permet una major flexibilitat en l'enfocament del tractament.

### Hipnosi
Una revisió del 2007 de 13 estudis va trobar proves de l'eficàcia de la hipnosi en la reducció del dolor en algunes condicions. No obstant això, els estudis tenien algunes limitacions com les mides d'estudi reduïdes, plantejaven problemes de poder per detectar diferències entre els grups i mancaven de controls creïbles per al grup placebo o en l'expectativa d'alleujament. Els autors van concloure que "tot i que les troballes donen suport a l'aplicabilitat general de la hipnosi en el tractament del dolor crònic, però caldrà una investigació considerable per determinar completament els efectes de la hipnosi per a diferents condicions de dolor crònic.":283

### Teràpia de consciència plena
Una metaanàlisi del 2013 d'estudis que utilitzaven tècniques centrades al voltant del concepte de consciència plena (En anglès mindfulness), va concloure que "que les IBCP [intervencions basades en la consciència plena] disminueixen la intensitat del dolor per als pacients amb dolor crònic". Una revisió del 2019 d'estudis d'intervencions breus basades en la consciència (IBBCP) va concloure que les IBBCP no es recomanen com a tractament de primera línia i no va poder confirmar la seva eficàcia en el tractament del dolor crònic o de l'agut.

## Medicacions

### Escala analgèsia OMS
L'any 1986 l'OMS va publicar "Escala terapèutica del dolor" amb la finalitat de descriure un mètode o protocol per tractar i controlar-la en el càncer. Tanmateix, pot ser utilitzat pels professionals mèdics com a principi general a l'hora de gestionar qualsevol tipus de dolor.However it can be used by medical professionals as a general principle when managing any type of pain.

#### Primer graó (dolor lleu)
En el primer graó, trobem els fàrmacs no opioides combinats amb fàrmacs coadjuvants. S'administren quan el dolor, valorat prèviament per EVA, és d'entre 1 i 3. Antigament, el fàrmac més conegut i utilitzat d'aquest grup era l'àcid acetilsalicílic, però actualment és el paracetamol.
- Antiinflamatoris no esteroidals (AINE): Àcid acetilsalicílic, ibuprofèn, diclofenac, ketorolac.
- Altres: Paracetamol, metamizole (Nolotil), etc.

Els fàrmacs del primer graó tenen l'anomenat "sostre terapèutic" és a dir, arriba un moment en el qual per més dosi de fàrmac que s'administri no n'augmenta l'efecte analgèsic.

#### Segon graó (dolor moderat)
En el segon graó, hi ha els fàrmacs opioides dèbils més els AINE i fàrmacs coadjuvants. Aquests fàrmacs s'administren quan el dolor és d'entre 4 i 7. El fàrmac representant d'aquest grup és el tramadol.
- Opioides dèbils: Tramadol, codeïna, hidrocodona (o dihidrocodeinona, vicodina), dihidrocodeïna (dicodin), oxicodona a dosis baixes, propofixeno, etc.[27]

#### Tercer graó (dolor greu)
En el darrer graó, hi ha els opioides que es combinen amb els no opioides i fàrmacs coadjuvants. No es poden combinar amb els opioides dèbils. S'administren quan el dolor és superior a 7. El fàrmac representant és la morfina i els seus derivats.
- Opioides forts: Morfina, hidromorfona, metadona, fentanil, diamorfina, oxicodona d'alliberació retardada,etc.[27]